# Ekstrapolator rzędu zerowego
Ekstrapolator rzędu zerowego (interpolator rzędu zerowego, ang. zero-order hold, ZOH) – matematyczny model, który opisuje układ dokonujący konwersji sygnału poprzez podtrzymanie wartości każdej z próbek przez jeden okres próbkowania.
Ekstrapolator rzędu zerowego posiada szereg zastosowań w elektronice i telekomunikacji. Służy do
- praktycznej rekonstrukcji sygnału wykonywanego przez przetwornik cyfrowo-analogowy – opisuje więc skutki konwersji sygnału dyskretnego na sygnał ciągły lub do
- dyskretyzacji sygnału ciągłego.

## Model dla dziedziny czasu

Rys. 1. Funkcja prostokątna, przesunięta i przeskalowana względem czasu, wykorzystywana przy analizie ekstrapolatora zerowego rzędu w dziedzinie czasu.

Rys. 2. Sygnał przedziałami ciągły

Rys. 3. Modulowana grzebieniowa funkcja Diraca

Ekstrapolator zerowego rzędu rekonstruuje następującą funkcję czasu ciągłego z ciągu próbek {\displaystyle x[n],} przy założeniu jednej próbki na dany przedział czasu {\displaystyle T{:}}
{\displaystyle x_{\mathrm {ZOH} }(t)=\sum _{n=-\infty }^{\infty }x[n]\cdot \mathrm {rect} \left({\frac {t-T/2-nT}{T}}\right),}
gdzie {\displaystyle \mathrm {rect} ()} jest funkcją prostokątną.
Na rys. 1 przedstawiona jest funkcja {\displaystyle \mathrm {rect} \left({\frac {t-T/2}{T}}\right),} a na rys. 2 przedstawiony jest sygnał {\displaystyle x_{\mathrm {ZOH} }(t)} przedziałami ciągły.

## Model dla dziedziny częstotliwości
Powyższe równanie wyjściowe ekstrapolatora rzędu zerowego można modelować również jako wyjście stacjonarnego filtru liniowego z odpowiedzią impulsową równą funkcji prostokątnej i z wejściem w postaci sekwencji impulsów diraca przeskalowanych do wartości próbek. Można wówczas przeanalizować filtr w dziedzinie częstotliwościowej, porównując z innymi metodami rekonstrukcji takimi jak wzór interpolacji Whittakera-Shannona (wynikający z twierdzenia Nyquista-Shannona) lub takimi jak ekstrapolator rzędu pierwszego albo Interpolacja liniowa pomiędzy wartościami próbek.
W metodzie tej, sekwencja impulsów diraca, {\displaystyle x_{s}(t),} reprezentująca próbki dyskretne, {\displaystyle x[n],} poddawana jest filtracji filtrem dolnoprzepustowym w celu rekonstrukcji sygnału sygnału ciągłego {\displaystyle x(t).}
Nawet jeśli nie jest to tym co przetwornik cyfrowo-analogowy wykonuje w rzeczywistości, to wyjście przetwornika cyfrowo-analogowego można zamodelować poprzez zastosowanie hipotetycznej sekwencji impulsów Diraca, {\displaystyle x_{s}(t),} do stacjonarnego filtru liniowego z takimi charakterystykami (które, dla stacjonarnego układu liniowego, można w pełni opisać za pomocą odpowiedzi impulsowej) tak by każdy impuls wejściowy skutkował poprawnym stałym pulsem na wyjściu.
Rozpocznijmy zdefiniowaniem sygnału ciągłego w czasie na podstawie wartości próbek, jak powyżej, ale z użyciem funkcji delta zamiast funkcji prostokątnych:
{\displaystyle {\begin{aligned}x_{s}(t)&=\sum _{n=-\infty }^{\infty }x[n]\cdot \delta \left({\frac {t-nT}{T}}\right)\\&{}=T\sum _{n=-\infty }^{\infty }x[n]\cdot \delta (t-nT).\end{aligned}}}
Przeskalowanie z użyciem {\displaystyle T,} które wynika w naturalny sposób ze skalowania w czasie funkcji delta, przynosi wartość średnią {\displaystyle x_{s}(t)} równą średniej wartości próbek, tak, że potrzebny filtr dolnoprzepustowy będzie miał współczynnik wzmocnienia równy 1. Niektórzy autorzy korzystają ze skalowania, podczas gdy wielu innych pomija skalowanie czasowe i {\displaystyle T,} uzyskując w rezultacie model filtru dolnoprzepustowego z wzmocnieniem {\displaystyle T} i stąd zależność od jednostek pomiaru czasu.

Rys. 4. Odpowiedź impulsowa ekstrapolatora rzędu zerowego Funkcja ta jest identyczna z funkcją prostkątną pokazaną na rys. 1, z tą jednak różnicą, że teraz jest przeskalowana tak by jej pole powierzchni równe było 1, a więc aby filtr miał wzmocnienie równe 1.

Ekstrapolator rzędu zerowego to hipotetyczny filtr albo stacjonarny układ liniowy, który dokonuje konwersji sekwencji modulowanych impulsów Diraca {\displaystyle x_{s}(t)} na sygnał przedziałami stały (pokazany na rys. 2):
{\displaystyle x_{\mathrm {ZOH} }(t)=\sum _{n=-\infty }^{\infty }x[n]\cdot \mathrm {rect} \left({\frac {t-nT}{T}}-{\frac {1}{2}}\right),}
co daje w efekcie odpowiedź impusową (pokazaną na rys. 4) opisaną wzorem:
{\displaystyle h_{\mathrm {ZOH} }(t)={\frac {1}{T}}\mathrm {rect} \left({\frac {t}{T}}-{\frac {1}{2}}\right)={\begin{cases}{\frac {1}{T}}&{\mbox{if }}0\leqslant t<T\\0&{\mbox{w pozostałych przypadkach}}\end{cases}}}
W efekcie otrzymuje się charakterystykę częstotliwościową, którą stanowi (ciągła) transformata Fouriera odpowiedzi impulsowej
{\displaystyle H_{\mathrm {ZOH} }(f)={\mathcal {F}}\{h_{\mathrm {ZOH} }(t)\}={\frac {1-e^{-i2\pi fT}}{i2\pi fT}}=e^{-i\pi fT}\operatorname {sinc} (fT),}
gdzie {\displaystyle \operatorname {sinc} (x)} to (znormalizowana) funkcja sinc {\displaystyle {\frac {\sin(\pi x)}{\pi x}}} wykorzystywana w cyfrowym przetwarzaniu sygnałów.
Transmitancja ekstrapolatora rzędu zerowego może być określona poprzez dokonanie podstawienia {\displaystyle s=i2\pi f{:}}
{\displaystyle H_{\mathrm {ZOH} }(s)={\mathcal {L}}\{h_{\mathrm {ZOH} }(t)\}={\frac {1-e^{-sT}}{sT}}.}
W praktyce przetwornik analogowo-cyfrowy nie daje na swoim wyjściu sekwencji impulsów Diraca {\displaystyle x_{s}(t)} (co w przypadku filtrowania idealnie dolnoprzepustowego skutkowałoby przed próbkowaniem w tle unikalnym sygnałem o ograniczonym paśmie), ale zamiast tego na wyjściu pojawia się sekwencja pulsów o kształcie prostokątnym, {\displaystyle x_{ZOH}(t)} (funkcja przedziałami ciągła), co oznacza, że w działanie przetwornika wpisany jest efekt ekstrapolatora rzędu zerowego dla charakterystyki częstotliwościowej przetwornika, skutkujący łagodnym spadkiem wzmocnienia dla wyższych częstotliwości (spadek o 3,9224 dB dla częstotliwości Nyquista, czemu odpowiada wzmocnienie o {\displaystyle \operatorname {sinc} (1/2)=2/\pi }). Taki spadek jest konsekwencją własności podtrzymania tradycyjnego przetwornika cyfrowo-analogowego i nie jest skutkiem próbkowania z podtrzymaniem (ang. sample and hold), które mogłoby poprzedzić konwencjonalny przetwornik analogowo-cyfrowy.